# Chibchanomys
Chibchanomys é um género de roedor da família Cricetidae.

## Espécies
- Chibchanomys orcesi Jenkins & Barnett, 1997
- Chibchanomys trichotis (Thomas, 1897)